# Daniil igumen

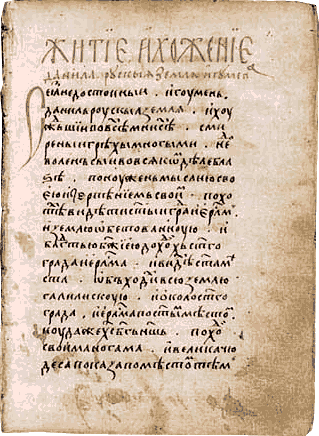
Úvodní strana cestopisu igumena Daniila, rukopis, 12. století

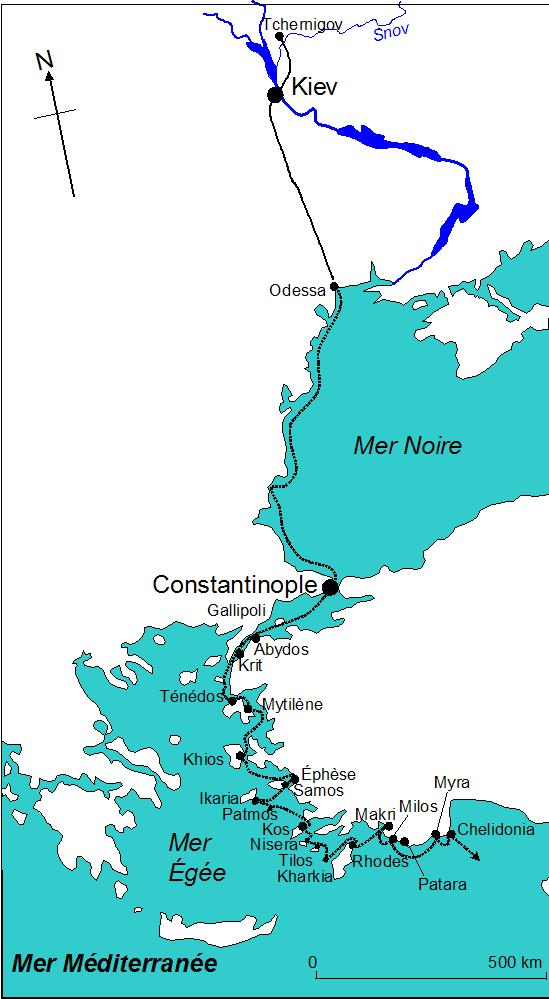
Trasa severní části Danielovy cesty (chybí Palestina)

Daniil igumen, také Daniil poutník nebo Daniil cestovatel (rusky Даниил Паломник) (11. století Černigov – 9. září 1122 Kyjevská Rus) byl ruský mnich, cestovatel do Svaté země, autor nejpodrobnějšího středověkého křesťanského cestopisu do Turecka, Palestiny a Sýrie.

## Život
Daniel sám sebe popsal jen jako ruského mnicha pravoslavné církve. Jeho identita je po staletí předmětem bádání a různých hypotéz. Je jisté, že měl velmi dobré teologické i klasické řecké vzdělání  a že nebyl obyčejným mnichem a poutníkem, protože cestoval vybaven doporučujícím dopisem kyjevského knížete a navázal kontakty na vysoké politické úrovní, především s jeruzalémským králem Balduinem. Z toho se vyvozovalo jeho ztotožnění s Daniilem Ignaťjevičem, který byl v letech 1115–1122 biskupem v Jurjevu a roku 1122 zemřel. Jiná hypotéza ho považuje za igumena ukrajinského kláštera v Černigově a za archimandritu, představeného nad všemi kláštery Kyjevské Rusi. Badatelé poslední doby se kloní k názoru, že jediný klášter, který mohl Daniilovi poskytnout tak kvalitní vzdělání, jaké svým cestopisem prozrazoval, byla Kyjevskopečerská lávra v Kyjevě. Dále se soudí, že Daniil do mnišského řádu vstoupil jako příslušník jihoruské bojarské rodiny, blízké knížeti Vladimírovi, že měl jisté vojenské zkušenosti a dobrou fyzickou kondici, s jakou zvládal obtíže cestování.
Díky Balduinově intervenci se Daniil dostal do Magdaly a do Tiberiasu, aniž by na něj zaútočili bandité. Balduin Daniilovi dovolil rozsvítit lampu na Kristově hrobě v Jeruzalémě a na Svatou sobotu ho na bohoslužbu přivedl s sebou, takže snadno pronikl do přeplněného kostela. Z těchto hypotéz se vyvozuje, že Daniil byl na diplomatické misi. Dále uvádí, že v chrámě Kristova hrobu s ním byli přátelé z Kyjeva a z Novgorodu, uvádí mnohá jména. Ta se však také nepodařilo identifikovat. Ze způsobů cestování připomíná poutní cestu s vlastní skupinou souvěrců, jindy cestoval s ozbrojeným doprovodem krále Balduina I., také v karavaně nebo na lodích. Upozorňuje na stálé ohrožení ze strany Saracénů, ale v závěru si pochvaluje, že cestu "proletěl důstojně jako orel". K zajímavým detailům patří Daniilovo porovnávání rusko-ukrajinské řeky Snov s řekou Jordán, o níž se domníval, že pramení v jižním Rusku.

## Cestopis
Rusky psaný cestopis pochází z prvního desetiletí 12. století, autor jej přesně nedatoval, podle životních dat zmíněných osobností a událostí byl badateli zprvu datován do let 1104–1106. Začátek vstupu na pevninu v Palestině je dán post quem dobytím přístavu a města Akkonu křižáky, k němuž došlo 26. května roku 1104. Před tímto rokem by se tam Daniil lodí nedostal. Rok ukončení cesty není tak pevný, je dán intervalem 1106–1109. V letech 1109–1110 křižáci bojovali o Tripolis, Bejrút a Sidon, kudy by se pak Daniil nemohl vracet. Pokud se na zpáteční cestě zdržel (píše o zajetí piráty), musel stihnout návrat do Kyjeva před smrtí knížete Svatopluka II. Izjaslaviče, jemuž knihu dedikoval. Daniil svůj cestopis nazval Život a cestování igumena Daniila z Ruské země (Житие и хождение игумена Даниила из Русской земли). Její význam tkví v geografické šíři navštívených lokalit (například jen z Konstantinopole do Jaffy zaznamenal délku cesty 1600 verst, to je 1728 kilometrů), dále v rozsahu textů, v jejich obsahu, popisech s množstvím detailů, ve věcném líčení a v literární kvalitě (autor knihu rozčlenil na prolog, vlastní vyprávění a epilog) a ve štěstí, že se dochovala nejen v celistvosti prvního vydání, ale také ve druhém rozšířeném a ilustrovaném vydání. Její oblibu dosvědčuje rovněž řada pozdějších opisů, překladů a tisků až do novověku. Společně s cestopisy Saewulfa z Worcesteru a Sigurda z Norska patří k nejstarším cestopisům křižácké éry ve Svaté zemi.
Kniha je rozčleněna do krátkých kapitol podle témat a oblastí, s návraty:
- Kristovy cesty a zázraky (Ain Karim, Emauzy, Kafarnaum, hora Karmel)

- O cestě do Jeruzaléma (Kristova smrt a vzkříšení)
- O městech Efezu, Tróji
- O ostrově Patmos
- O ostrově Kypr (apoštolové Jan a Pavel)
- O hoře, na níž svatá Helena nalezla/vztyčila kříž
- O Finianovi
- O hoře Tábor
- O Jeruzalémě (o Kristově inkarnaci)
- O chrámu vzkříšení Páně
- O místě, kde je ukřižován Kristus
- O místě Lobnom
- O oběti Abrahamově
- O sloupu Davidově
- O domě Uriášově
- O vesnici Betánii
- O vesnici Getsemany
- O místě hrobu Svaté Matky Boží
- O jeskyni, kde byl zrazen Kristus
- O Betlémě
- O hoře Hebron
- O Caesareji Filipově
- O Galileji a o moři Tiberiadském
- O Samaří
- O řece Jordánu, Jerichu a dalších (Kristův křest)